# Loasa humilis
Loasa humilis är en brännreveväxtart som beskrevs av Rodolfo Amando Philippi. Loasa humilis ingår i släktet Loasa och familjen brännreveväxter. Inga underarter finns listade i Catalogue of Life.